# Alexandra Solnado
Alexandra Alvarenga Solnado (Lisboa, 28 de novembro de 1960), é uma escritora portuguesa tendo publicado vários livros com ensinamentos espirituais. Em 2010, dirige o Projeto Alexandra Solnado-Terapia da Alma. Também fez trabalhos como atriz e cantora.

## Biografia
É filha de Raul Solnado e de sua mulher Joselita Alvarenga. Tem dois filhos: a atriz Joana Solnado, filha do seu primeiro casamento com Rui Madeira, e Gabriel Solnado Justino, filho do seu segundo casamento com o ator Thiago Justino. Viveu em Portugal e no Brasil.
Com o projeto Pim Pam Pum, em colaboração com Gustavo Sequeira, gravou o single "Meu Lindo Balão Azul". Como atriz participou na peça Há Petróleo no Beato, em conjunto com o pai, e na revista Lisboa, Tejo e Tudo, ambas em 1986. Em 1988 foi autora e apresentadora dos programas "Jaquitá" e "Estude-o" da RTP.[carece de fontes?]
Em 2002, afirma ter visto nas suas meditações Jesus Cristo, que teria começado a ditar-lhe regularmente mensagens e ensinamentos espirituais.

## Livros publicados[3]
- A Entrega, Editorial Angelorum, 2003 (segunda edição: Pergaminho, 2005)
- A Lógica do Céu e a Lógica da Terra, Editorial Angelorum, 2004 (segunda edição: Pergaminho, 2007)
- O Eu Superior e Outras Lições de Vida, Editorial Angelorum, 2004 (inclui CD)
- A Era da Liberdade, Pergaminho, 2005
- A Minha Limpeza Espiritual, Pergaminho, 2005 (inclui CD)
- A Alma Iluminada, Pergaminho, 2006
- O Livro da Luz, Pergaminho, 2007 (reúne os títulos Luz, Mais Luz e Muito Mais Luz)
- CD Luz, Pergaminho, 2008 (inclui CD)
- Voo Sensitivo, A História de Um Mergulho Espiritual, Pergaminho, 2010
- Bom Karma – O Melhor das Vidas, Pergaminho, 2012
- Há Mil Anos Que Não Te Via, Pergaminho, 2014 (Romance)